# Bragança
|  | No s'ha de confondre amb Dinastia Bragança. |

Bragança és un municipi portuguès, capital del districte de Bragança, situat a la regió del Nord i a la subregió de l'Alt Trás-os-Montes. L'any 2001 tenia 34.774 habitants.
Situat a l'altiplà nord-est, a les faldilles de la serra de Montesinho, constitueix la principal població de la província de Trás-os-Muntes. Té un clima temperat continental, frígid durant l'hivern i molt càlid i sec a l'estiu. És un important centre cultural que deu el seu notable creixement poblacional i el desenvolupament de la ciutat en el seu conjunt a la creació de l'Institut Politècnic de Bragança (2.230 alumnes) i diversos serveis, així com al retorn d'emigrants vinguts de França i d'Alemanya.
La població activa (41,2%) està majoritàriament repartida entre els sectors terciari (82,2%) i secundari (16,1%), amb tot just un 1,7% en el sector primari, si bé tota l'activitat econòmica gira entorn de la producció agrícola. El 1991 tenia 15.624 habitants, molts més que els que tenia el 1960, distribuïts en 2 parròquies (freguesies) -Sá i Santa Maria-. En l'actualitat, compta 23.450 habitants.